# Річард Крістофер Керрінгтон
Річард Крістофер Керрінгтон або Каррінгтон (англ. Richard Christopher Carrington; 26 травня 1826, Лондон — 27 грудня 1875, Черт, Суррей) — англійський астроном.

## Біографія
Закінчив Кембриджський університет (1848). У 1849—1852 — спостерігач в обсерваторії Даремського університету, в 1853—1861 працював у власній обсерваторії в Редхіллі. Член Лондонського королівського товариства (1860). Золота медаль Лондонського королівського астрономічного товариства (1859).
Основні роботи з вивчення Сонця, досліджував рух плям, обертання Сонця та інше. Визначив елементи обертання Сонця і систематичне зростання періоду обертання з геліографічною широтою. Запропонував умовний початковий меридіан для відліку геліографічних довгот.
Спостерігав розташування зір, малих планет і комет. Склав і опублікував в 1857 році каталог точних розташувань 3735 навколополюсних зір, яскравіших за 11-ту зоряну величину.
Керрінгтон і Годжсон (Richard Hodgson, Індія) відкрили спалахи на Сонці. Вони одночасно 1 вересня 1859 року зареєстрували настільки потужний сонячний спалах, що його можна було побачити на тлі яскравої фотосфери в «білому світлі» без застосування світлофільтрів. Такі події вельми рідкісні. Повна енергія такого спалаху становить 1025 Дж (зазвичай 1021 Дж і спостерігати її найчастіше можна в червоних лініях H2). Ця магнітна буря дістала назву Подія Керрінгтона. Нині існує патрульна служба спалахів, що охоплює мережу обсерваторій, які ведуть безперервне спостереження за Сонцем.
У 1863 році після тривалих спостережень Керрінгтон встановлює, що період обертання Сонця на екваторі становить 24,96 доби, а на широті 35 градусів 26,83 доби, тим самим довівши, що Сонце обертається не як тверде тіло. Точно визначив розташування осі обертання Сонця (1863), установив закономірності в розподілі плям по диску.

## Праці
- Pocket maps, terrestrial and celestial, L., 1864; Observations of the spots on the sun from 1853 to 1861, L., 1864; Catalogue of 3735 circumpolar stars, L., 1857